# Héctor González Guzmán
Héctor Augusto González Guzmán (Baruta, Estado Miranda, Venezuela, 4 de noviembre de 1977) es un exfutbolista y entrenador venezolano que actualmente es asistente técnico del Nea Salamis de la Primera División de Chipre. Jugaba como defensa y su último equipo fue el ASIL Lysi de la Segunda División de Chipre.
Es hermano del también futbolista Raúl González Guzmán.

## Biografía
González jugó en equipos de la primera división del fútbol argentino: Olimpo de Bahía Blanca, Colón, Quilmes, ecuatoriano: Deportivo Cuenca, Liga Deportiva Universitaria de Quito, búlgaro: PFC Chernomorets Burgas, y chipriota: AEK Larnaca, Alki Larnaca FC, P.O. Xylotympou y Asil Lysi. En su país jugó con Valencia Fútbol Club, Club Nacional Táchira, Asociación Civil Club Deportivo Mineros de Guayana, Carabobo Fútbol Club, Caracas Fútbol Club y Unión Atlético Maracaibo. Ha participado innumerables veces en la Copa Libertadores de América y la Copa Sudamericana. Participó haciendo parte de la Selección de fútbol de Venezuela en tres eliminatorias de la Copa Mundial y tres versiones de la Copa América.
Participó en la selección de Venezuela durante 7 años y dejando registro de 56 partidos y 4 goles, a la cual renunció por diferencias irreconciliables con el ex entrenador Richard Páez.

## Selección nacional
Debutaría con la selección de Venezuela en un encuentro amistoso el 18 de abril de 2001 ante su homólogo de Costa Rica en la ciudad de Alajuela en Costa Rica, con resultado de empate a 2-2.

## Clubes
| Club                    | País      | Año       |
| ----------------------- | --------- | --------- |
| Valencia Fútbol Club    | Venezuela | 1995      |
| Nacional Táchira        | Venezuela | 1996      |
| Mineros                 | Venezuela | 1997-1998 |
| Caracas FC              | Venezuela | 1999-2001 |
| Olimpo de Bahía Blanca  | Argentina | 2002      |
| Colón                   | Argentina | 2003      |
| Quilmes                 | Argentina | 2004      |
| Deportivo Cuenca        | Ecuador   | 2004-2005 |
| UAM                     | Venezuela | 2006      |
| LDU Quito               | Ecuador   | 2006      |
| AEK Larnaca             | Chipre    | 2007-2009 |
| PFC Chernomorets Burgas | Bulgaria  | 2009-2010 |
| Alki Larnaca            | Chipre    | 2010-2011 |
| Carabobo Fútbol Club    | Venezuela | 2012      |
| Llaneros de Guanare     | Venezuela | 2012-2013 |
| Atlético Venezuela      | Venezuela | 2013-2014 |
| Doxa Katokopias         | Chipre    | 2014      |
| Alki Oroklini           | Chipre    | 2015      |
| PO Xylotympou           | Chipre    | 2016-2017 |
| Asil Lysi               | Chipre    | 2017      |

## Palmarés

### Campeonatos nacionales
| Título                        | Club       | País      | Año       |
| ----------------------------- | ---------- | --------- | --------- |
| Primera División de Venezuela | Caracas FC | Venezuela | 1999-2000 |